# Вишнє Німецьке
Ви́шнє Німе́цьке (словац. Vyšné Nemecké, угор. Felsőnémeti, нім. Oberdeutschendorf) — село в Словаччині в районі Собранці Кошицького краю. Розташоване на кордоні з Україною. У південно-східній частині села розташований міжнародний пункт пропуску через державний кордон Вишнє Німецьке—Ужгород. 2023 року село нараховувало 244 жителів.
У документі 1372 року згадується як Felnemethy, 1427-го вказується під назвою Felsew Nenthy, проживало 14 людей. 1459 року зветься Felsewnemthy, 1715-го в селі існувало 8 господарств. 1773-го згадується як Nemeczka, 1828 в селі було 29 будинків та 240 мешканців. Від 1920 року — Vyšné Nemecké.

## Населення
| Рік:            | 1994. | 2004.    | 2014.   | 2024.   |
| --------------- | ----- | -------- | ------- | ------- |
| Кількість осіб: | 211   | 246      | 242     | 238     |
| Різниця:        |       | +16,58 % | -1,62 % | -1,65 % |

| Рік:            | 2023. | 2024.   |
| --------------- | ----- | ------- |
| Кількість осіб: | 244   | 238     |
| Різниця:        |       | -2,45 % |

Національний склад населення станом на 2021 рік:
| етнос    | кількість осіб | частка, % |
| -------- | -------------- | --------- |
| словаки  | 209            | 87,82     |
| українці | 11             | 4,62      |
| угорці   | 2              | 0,84      |
| поляки   | 1              | 0,42      |
| чехи     | 1              | 0,42      |
| інші     | 14             | 5,88      |
| всього   | 238            | 100       |

Склад населення за рідною мовою мешканців станом на 2021 рік:
| мова       | кількість осіб | частка, % |
| ---------- | -------------- | --------- |
| словацька  | 205            | 86,13     |
| українська | 11             | 4,62      |
| чеська     | 3              | 1,26      |
| російська  | 2              | 0,84      |
| польська   | 1              | 0,42      |
| русинська  | 1              | 0,42      |
| угорська   | 1              | 0,42      |
| інші       | 14             | 5,88      |
| всього     | 238            | 100       |

Склад населення за обрядом станом на 2021 рік:
| обряд               | кількість осіб | частка, % |
| ------------------- | -------------- | --------- |
| греко-католицизм    | 99             | 41,60     |
| римо-католицизм     | 67             | 28,15     |
| православ'я         | 10             | 4,20      |
| реформатська церква | 3              | 1,26      |
| євангелізм          | 2              | 0,84      |
| Свідки Єгови        | 2              | 0,84      |
| апостольська церква | 1              | 0,42      |
| інші                | 24             | 10,08     |
| не віруючі          | 30             | 12,61     |
| всього              | 238            | 100       |

## Пам'ятки
У селі є греко-католицька церква святого Архангела Михаїла з 1810 року в стилі бароко-класицизму.